# Jhon Solís
Pour les articles homonymes, voir Solís.
Pour le footballeur, voir Jhon Solís (football).
Jhon Alexander Solís Mosquera, né le 24 juin 1993, est un athlète colombien, spécialiste du 400 m.
Le 23 avril 2016, il bat son record personnel en 46 s 50 à Medellín.